# والتر دبليو. شو
والتر دبليو. شو (بالإنجليزية: Walter W. Shaw)‏ هو لاعب كرة قدم أمريكية ومحامي أمريكي، ولد في 21 نوفمبر 1880 في قرية أويغو في الولايات المتحدة، وتوفي في 30 سبتمبر 1949.